# Krzysztof Józef Nykiel

Bischofswappen von Krzysztof Józef Nykiel

Krzysztof Józef Nykiel (* 28. Februar 1965 in Osjaków) ist ein polnischer römisch-katholischer Geistlicher und Kurienbischof.

## Leben
Krzysztof Józef Nykiel wuchs in Konopnica auf und erlangte 1984 das Abitur. Anschließend studierte er Philosophie und Katholische Theologie am Priesterseminar in Łódź. Er erwarb am 21. Mai 1990 an der Katholischen Theologischen Akademie in Warschau mit der von Stanisław Grad betreuten Arbeit Martyrologium duchowieństwa diecezjalnego w Łodzi w latach 1939–1945 („Martyrologium der Diözesankleriker in Łódź in den Jahren 1939–1945“) einen Magister Theologiae. Am 9. Juni 1990 empfing er in der Stanislaus-Kostka-Kathedrale in Łódź durch den Bischof von Łódź, Władysław Ziółek, das Sakrament der Priesterweihe für das Bistum Łódź (ab 1992 Erzbistum Łódź).
Nykiel war nach der Priesterweihe zunächst Pfarrvikar der Pfarrei Selige Jungfrau Maria, Königin von Polen und Religionslehrer in Włodzimierzów. 1991 wurde er nach Italien entsandt, wo er als Seelsorger in der Pfarrei Sant’Anna in Passoscuro im Bistum Porto-Santa Rufina wirkte. Dort betreute er insbesondere die polnischen Emigranten. Vom 1. Oktober 1995 bis 2002 war er am Päpstlichen Rat für die Pastoral im Krankendienst tätig und von 2002 bis 2012 in der Disziplinarsektion der Kongregation für die Glaubenslehre. Daneben wurde er am 15. Mai 2001 nach weiterführenden Studien an der Päpstlichen Universität Gregoriana in Rom bei Urbano Navarrete SJ mit der Arbeit La natura della potestà della Chiesa nella concessione delle indulgenze („Das Wesen der Befugnis der Kirche bei der Gewährung von Ablässen“) im Fach Kanonisches Recht promoviert. Am 18. Dezember 2009 wurde Nykiel zusätzlich beigeordneter Sekretär der internationalen Untersuchungskommission für die Erscheinungen von Međugorje und am 5. Januar 2011 Konsultor des Päpstlichen Rates für die Pastoral im Krankendienst. Außerdem gehörte er vom 30. Dezember 2010 bis 2019 dem Kolleg der Prälaten der Apostolischen Kammer an. Darüber hinaus fungierte Nykiel bei der Kongregation für die Selig- und Heiligsprechungsprozesse als Postulator der Seligsprechungsprozesse für Wanda Malczewska und Maria Julitta Ritz. Papst Johannes Paul II. verlieh ihm am 20. Juli 2001 den Ehrentitel Päpstlicher Ehrenkaplan und Papst Benedikt XVI. am 3. Mai 2010 den Ehrentitel Päpstlicher Ehrenprälat. Ferner wurde Nykiel am 24. November 2005 Ehrendomherr an der Stanislaus-Kostka-Kathedrale in Łódź.
Am 26. Juni 2012 berief ihn Papst Benedikt XVI. zum Regenten der Apostolischen Pönitentiarie. Papst Franziskus ernannte ihn am 1. Mai 2024 zudem zum Titularbischof von Velia. Der emeritierte Kardinalgroßpönitentiar, Mauro Piacenza, spendete ihm am 22. Juni desselben Jahres im Petersdom die Bischofsweihe; Mitkonsekratoren waren der Kardinalgroßpönitentiar, Angelo De Donatis, und der emeritierte Erzbischof von Łódź, Władysław Ziółek. Nykiel wählte den Wahlspruch Patris corde („Mit väterlichem Herzen“), den Titel des gleichnamigen Apostolischen Schreibens von Papst Franziskus.
Neben seiner Tätigkeit an der römischen Kurie lehrt Nykiel als Gastprofessor seit 2014 an der Päpstlichen Universität Gregoriana und seit 2023 auch am Päpstlichen Athenaeum Regina Apostolorum. Außerdem gehört er der Polnischen Vereinigung der Kirchenrechtler, seit dem 23. April 2010 dem Beirat des Pontificio Istituto Ecclesiastico Polacco in Rom und der Pastoralkommission für das Heilige Jahr 2025 an. Überdies ist er für die Zeitschriften Dolentium Hominum, Niedziela und Rycerz Niepokalanej dla Polonii sowie die polnischsprachige Ausgabe des L’Osservatore Romano und die polnischsprachige Sektion von Radio Vatikan tätig. Er gehört außerdem dem Redaktionsteam der Zeitschrift Studi sul Dolore e di Bioetica des Istituto per lo Studio e la Terapia del Dolore in Florenz an. Am 13. Mai 2017 wurde er in die Pauliner-Bruderschaft aufgenommen.
Nykiel spricht neben seiner Muttersprache Polnisch auch Latein, Italienisch, Englisch, Deutsch, Spanisch und Russisch.

## Wappen
Das Wappen von Krzysztof Józef Nykiel ist in drei Felder unterteilt: Im oberen Feld ist auf goldenem Grund eine violette Stola zu sehen, die den Buchstaben M formt. Dieser wird durch eine weiße Lilie durchkreuzt. Die violette Stola steht hierbei für die Beichte und stellt einen Bezug zu Nykiels Tätigkeit als Regent der Apostolischen Pönitentiarie dar, die zuständig ist für die Gewährung von Ablässen, Absolutionen und Gnadenerweisen. Zugleich steht das M auch für die Gottesmutter Maria. Das M und die Stola nehmen somit zusammen ebenfalls Bezug auf Maria als Mutter der Barmherzigkeit. Die Lilie ist ein Symbol für den heiligen Josef, dessen Namen Nykiel als zweiten Vornamen führt.
Das linke Feld zeigt auf rotem Grund ein goldenes Christusmonogramm, das für Jesus Christus steht. Der rote Hintergrund symbolisiert hierbei sowohl die Liebe Christi als auch das Blut Christi, das er für seine Kirche hingab. Im rechten Feld ist auf blauem Grund ein goldenes Segelboot dargestellt, das als Mast ein Doppelkreuz aufweist. Das Boot dient hier als Symbol für die Kirche. Das linke und das rechte Feld sollen überdies zusammen die Einheit von Christus und seiner Kirche zum Ausdruck bringen. Daneben steht das Christusmonogramm auch in Bezug zum Namenspatron Nykiels, dem heiligen Christophorus, dessen Name mit „Christusträger“ übersetzt wird. Das Boot ist darüber hinaus ein Verweis auf das Erzbistum Łódź, dessen Priester Nykiel ist und das in seinem Wappen ebenfalls das Boot führt.

## Schriften (Auswahl)
- La natura della potestà della Chiesa nella concessione delle indulgenze. Ed. Velar, Gorle 2002, OCLC 314489918.
- Kościołowi, który jest w Łodzi, powiedz… Archidiecezjalne Wydawnictwo Łódzkie, Łódź 2010, ISBN 978-83-8979075-0.
- Przyczyny i procedura wydalania duchownych według norm i praktyki Kongregacji Nauki i Wiary. In: Prawo Kanoniczne. Band 54, Nr. 3, 2011, OCLC 922402338, S. 31–52.
- Il sigillo sacramentale nella normativa canonica. In: Teka Komisji Prawniczej. Band 7, 2014, OCLC 9996541103, S. 81–91.
- Educare la coscienza: sfida possibile? Dai „luoghi“ privilegiati ai contesti più variegati: la missione del formatore (= Sapientia ineffabilis. Band 6). IF Press, Rom 2015, ISBN 978-88-6788-055-3.
- Penitencjaria Apostolska: Trybunał miłosierdzia w służbie Kościołowi. In: Teologia i Moralność. Band 10, Nr. 2, 2015, OCLC 6019498247, S. 67–87 (edu.pl [PDF; 353 kB]).
- Il Sigillo Confessionale in prospettiva canonica. In: Krzysztof Nykiel, Paolo Carlotti, Alessandro Saraco (Hrsg.): Il sigillo confessionale e la privacy pastorale. Libreria Editrice Vaticana, Vatikanstadt 2015, S. 39–54.
- Il Foro interno e le materie di competenza della Penitenzieria Apostolica. In: Claudio Papale (Hrsg.): I delitti contro il sacramento della penitenza riservati alla Congregazione per la Dottrina della Fede (= Quaderni di Ius Missionale. Band 7). Urbaniana University Press, Vatikanstadt 2016, S. 33–56.
- Artikel „Conversione“, „Foro interno“, „Penitenziere (Canonico-)“. In: Krzysztof Nykiel, Nicola Reali, Mauro Piacenza, Manlio Sodi (Hrsg.): Peccato Misericordia Riconciliazione: Dizionario Teologico-Pastorale. Libreria Editrice Vaticana, Vatikanstadt 2016, ISBN 978-88-209-9857-8.
- Sługa Boży Stefan Kardynał Wyszyński – troska o życie sakramentalne Narodu. In: Kościół i Prawo. Band 6, Nr. 1, 2017, OCLC 7063041323, S. 143–160 (tnkul.pl [PDF; 134 kB]).
- Il Sacramento della Misericordia. Accogliere con l’amore di Dio (= Orizzonti. Band 5). Libreria Editrice Vaticana, Vatikanstadt 2019, ISBN 978-88-266-0287-5.
- Doświadczenie posługi kapłańskiej w sakramencie pojednania. In: Homo Dei. Band 88, Nr. 1, 2019, OCLC 1241587637, S. 71–77.
- Sakrament pojednania i świętość w świetle adhortacji apostolskiej „Gaudete et exsultate“ Ojca świętego Franciszka. In: Homo Dei. Band 89, Nr. 3, 2020, OCLC 1242378343, S. 99–110.
- Evangelizzazione e sacramento della penitenza. In: Roczniki Teologiczne. Band 69, Nr. 1, 2022, OCLC 9406532752, S. 97–115 (tnkul.pl [PDF; 253 kB]).
- Modus operandi Penitencjarii Apostolskiej w udzielaniu zwolnien z cenzur, dyspens, zamian, sanacji, umorzeń i innych łask. In: Biuletyn Stowarzyszenia Absolwentów i Przyjaciół Wydziału Prawa Katolickiego Uniwersytetu Lubelskiego. Band 18, Nr. 20, 2023, OCLC 10081181079, S. 181–202 (academicon.pl [PDF; 147 kB]).
- The Loss of the Sense of Sin and the Arrogance of Life: Challenges for Today’s Evangelization. In: Roczniki Teologiczne. Band 70, Nr. 1, 2023, OCLC 9952013996, S. 63–83 (tnkul.pl [PDF; 263 kB]).
- Prawo dziecka do sakramentów w świetle inicjacji chrześcijańskiej i wychowania do wiary. In: Biuletyn Stowarzyszenia Absolwentów i Przyjaciół Wydziału Prawa Katolickiego Uniwersytetu Lubelskiego. Band 14, Nr. 16, 2023, OCLC 9728870803, S. 187–198 (academicon.pl [PDF; 327 kB]).
- Święty Józef: zbawiciel Zbawiciela. Wydawnictwo Bernardinum, Pelplin 2024, ISBN 978-83-8333-227-7.